# Bogojević Selo
Bogojević Selo (Богојевић Село) è un centro abitato della Bosnia ed Erzegovina, compreso nel comune di Trebigne.